# Vicomtes de Castillon
La vicomté de Castillon était située dans le sud-ouest de la France. En son centre se trouvait la ville de Castillon-sur-Dordogne (aujourd'hui Castillon-la-Bataille). Le rôle de la vicomté, qui existe depuis le Xe siècle, était de défendre le passage de la rivière Dordogne.
La famille des vicomtes perdit son pouvoir à cause d'une rébellion du baron de Guyenne contre Simon de Montfort. À la fin du XIIIe siècle, Castillon passa à Jean Ier de Grailly, dont les descendants régnèrent à Castillon - mis à part une petite altercation entre l'Angleterre et la France - jusqu'au XVIe siècle.
Le successeur de la Maison de Grailly à partir du milieu du XVIe siècle fut la Maison de La Tour d'Auvergne (Turenne). Un descendant, André Leberthon, perdit ses droits féodaux sur Castillon lors de la Révolution française et vendit Castillon en 1795.

## Vicomtes de Castillon
- Pons de Castillon (né vers 935), seigneur (ou proconsul) de Castillon, marié à Tot de Gascogne
- Arnaud-Aimond de Castillon (né vers 970, décédé après 1022), fils de Pons, seigneur (ou proconsul)de Castillon
- Gaucelin de Castillon (né vers 1000, décédé vers 1050), fils de Arnaud-Aimon, seigneur (ou proconsul) de Castillon
- Olivier de Castillon (né vers 1030, décédé en juin, 1086), fils de Gaucelin, vicomte de Castillon ; ∞ I marié en premières noces avec une de Chalais dont il aura 4 enfants : Olivier, Pierre I, Hélie, Sénébrun, Raymond. Il est le fondateur du monastère de l'ordre de Saint-Benoît à Castillon , il obtint de l'abbé de Saint-Florent de Saumur quelques religieux qu'il emmena à Castillon où il leur fit bâtir une église en l'honneur de la Sainte-Vierge et de Saint-Florent.
- Pierre Ier de Castillon (né en ?, décédé vers 1099), fils d'Olivier, vicomte de Castillon ; ∞ I marié en premières noces à Assalhilde (nom de famille inconnu) dont il aura 2 enfants. Il répond à l’appel d’Urbain II pour la 1re croisade qui débuta en 1096 et s'acheva en 1099, les chroniqueurs Pierre Tubeuf, Baudry de Dol ou Guibert de Nogent rendent compte de sa participation à trois faits d’armes à Marash, à la sortie de l’Asie Mineure (septembre 1097), Antioche et Tripoli de Syrie (février 1099). Il fut un des héros de la 1re croisade, en tant que qu'un des chefs de cinq cents preux choisis pour ouvrir la marche de l'armée toulousaine sur Antioche, la garde de la tête du pont de Antioche en juin 1098 lors de l'attaque de cette ville ou encore en 1099 comme l'un des quatorze chevaliers allant à Tripoli lever des subsistances, se battant contre 60 Sarrasins qu'ils défirent complètement. Participe-t-il à la prise de Jérusalem? Meurt-il durant son séjour en Orient ou lors de son voyage vers l’Europe? Ou encore quelques années après son retour? La Chanson d'Antioche relate le siège d'Antioche du 28 juin 1098: "Ensuite chevauchent Provençaux et Gascons, Aspois et Orsalois, ceux du côté d'Oléron,( ) et ceux de () … avec eux les Saintongeais et Pierre de Castillon ; nos Limousins et Auvergnats y sont. Tous s'avancèrent en désordre, mais c'était de bons chevaliers. Dans la foule des Turcs ils forment une masse serrée : on dirait des moines qui font procession. Chevaliers et gens de pied y frappent également ; les lances volent en éclats, les hauberts, les clavains, les gambaisons se déchirent. C'est une bataille comme on n'en vit pas depuis le temps du fort Samson qui tua le lion et fit crouler le palais, et emporta sans effort les portes d'Ascalon. En ce temps on était brave ; car ils conquirent Tabarie, le Temple Salomon, la Tour David, le Sépulcre et le reste. Nous, prions tous Dieu qu'ils obtiennent miséricorde au jour du jugement". Pierre Ier inspire l'Ordre chrétien de Qui Stantes.
- Hélie Ier de Castillon (né en ?, décédé après 1155), frère de Pierre Ier, vicomte de Castillon et d'Entre-Dordogne en l'absence de Pierre Ier. Il aura deux fils, Pierre II (futur vicomte) et Hélie II (devenu moine). Le titre inusité de vicomte d’Entre-Dordogne, est attribué à Hélie Ier par les abbés de Guîtres et de Saint-Émilion (olim vicecomes de Interdordonia).
- Pierre II de Castillon (né vers 1122, décédé avant 1178), fils d'Hélie, vicomte de Castillon et seigneur d'Aubeterre ; ∞ I marié en premières noces à Agnès (nom de famille inconnu) dont il aura un fils Pierre (plus tard Pierre III), ainsi que Bertrand, Hélie, Isabeau et Olivier. Il fonda l'abbaye cistercienne de Faize en 1137 (Artigues-de-Lussac). Aubeterre-sur-Dronne passa par alliance via le mariage aux vicomtes de Castillon en la personne de Pierre II. Pierre Ier de Castillon ayant rassemblé des reliques de Terre Sainte qui auraient été ramenés sur voyage de retour par Pierre Ier ou ses compagnons, Pierre Ier (encore vivant?) et/ou Pierre II aurai(en)t construit les églises monolithes d'Auberre-sur-Dronne et de Saint-Émilion pour en être les écrins.
- Pierre III de Castillon, fils de Pierre II, vicomte de Castillon et seigneur d'Aubeterre ; ∞ I marié en premières noces à Genosia, Dame de Chalais dont il aura un fils Pierre (plus tard Pierre IV). Il se croise en février 1190 et participe à la 3e croisade qui débuta en 1189 et s'acheva en 1192. Il est décédé après 1201 à Aubeterre en Charente.
- Hélie III de Castillon, fils de Pierre III
- Pierre IV de Castillon, fils de Hélie III vicomte de Castillon, seigneur d'Aubeterre et de Chalais.
- Pierre V de Castillon. La large autonomie des vicomtes de Castillon ne dépassa pas le cap du milieu du XIIIe siècle. Parce que le vicomte Pierre V prit une part active à la révolte contre Simon de Montfort, lieutenant du roi-duc Henri III en Gascogne, la vicomté fut saisie et finalement confiée à Jean de Grailly en 1266.
- Jean Ier de Grailly
- Pierre II de Grailly, 1307/56 nommé, son fils, vicomte de Bénauges et de Castillon ; ∞ I marié en premières noces avec Assalhilde de Bordeaux, Captal de Buch ; ∞ II marié en secondes noces avec Rosemburge de Périgord, fille d'Hélie de Talleyrand, comte de Périgord
- Jean II de Grailly († 1343), fils de ses premières noces, Captal de Buch, Vicomte de Bénauges et de Castillon ; ∞ marié avec Blanche de Foix, fille de Gaston Ier, comte de Foix
- Jean III de Grailly († 1376), son fils, Captal de Buch
- Archambaud de Grailly, fils de Pierre II issu de ses secondes noces, 1365 vicomte de Castillon et de Gurson, 1376 captal de Buch et vicomte de Bénauges, 1398 comte de Foix etc. ; ∞ marié avec Isabelle, 1398 comtesse de Foix et Bigorre, vicomtesse de Béarn et de Castelbon etc., sœur de Matthieu, comte de Foix
- Gaston Ier de Foix-Grailly († après 1455), son fils, 1412-1451 Captal de Buch, comte de Bénauges et vicomte de Castillon, Herr von Grailly
- Jean IV de Foix-Grailly († 1485), son fils, retint Castillon en 1461
- Gaston II de Foix-Candale († 1500), à partir de 1485 Captal de Buch, comte de Kendal et Bénauges ainsi que vicomte Castillon
- Alain, son fils, le vicomte de Castillon
- Louis de Gramont, 1535 Vicomte de Castillon ( Maison de Dax ), ∞ marié avec Madeleine d'Aydie dite de Lescun, fille d'Odet d'Aydie, comte de Comminges, vicomte de Castillon et de Fronsac
- Françoise, sa fille, vicomtesse de Castillon